# Edmílson
José Edmílson Gomes de Moraes (Taquaritinga, 10 de julho de 1976), mais conhecido como Edmílson, é um ex-futebolista brasileiro que atuava como volante e zagueiro. Instituiu a Fundação Edmílson em 2005, projeto social sem fins lucrativos que beneficia centenas de crianças promovendo inclusão social através do Esporte, Cultura e Educação. Atualmente é presidente do Futebol Clube SKA Brasil.
Durante sua carreira conquistou os dois maiores campeonatos do planeta: a Copa do Mundo em 2002 e a UEFA Champions League em 2006 jogando pelo Barcelona. Aposentou-se em 2012, no Ceará SC.

## Carreira

### Início de carreira
Edmílson iniciou sua trajetória profissional no XV de Jaú. Após obter destaque no clube do interior paulista assinou pelo São Paulo FC em 1995, conquistando dois títulos do Campeonato Paulista durante sua passagem. Em 2000, se transferiu ao Olympique Lyonnais. Pelo clube de Rhône-Alpes, atuou por 4 temporadas, ganhando 3 ligas francesas e 1 Copa da Liga. Em 2001, já acumulando convocações para a seleção brasileira, recebeu ofertas para se transferir para o Barcelona, mas que foram rejeitadas pelo clube francês.

### Passagem no futebol espanhol
Em julho de 2004, Edmílson finalmente assinou com o Barcelona por cerca de € 10 milhões. Ele fez sua estreia em La Liga em 19 de setembro, em um empate em 1-1 fora de casa contra o Atlético de Madrid, e terminou sua temporada de estreia com apenas seis partidas. Em 3 de outubro, depois de ter entrado como substituto de Samuel Eto'o durante um jogo em casa contra o CD Numancia, ele teve de ser substituído após apenas cinco minutos em campo, ficando afastado por seis meses.
Edmílson se recuperou totalmente na temporada seguinte, desempenhando um papel importante na equipe de Frank Rijkaard, ao ganhar a liga espanhola e a Liga dos Campeões. Na competição continental, ele apareceu em nove partidas - sendo seis completas - incluindo o primeiro tempo da final contra o Arsenal.
Depois de uma péssima temporada de 2007-08 - tanto pessoal quanto coletiva, Edmílson, à época com 32 anos, deixou o Barcelona após o término de seu contrato. Ele sofreu com novas lesões nesta época, e o clube ficou apenas na 3ª posição do campeonato espanhol.
Ele assinou com o Villarreal por dois anos, mas sequer chegou a ficar por 6 meses.

### Breve retorno ao Brasil e última passagem pela Europa
Após deixar o Villarreal, ele assinou com o Palmeiras por duas temporadas. Sua estreia foi apenas 7 dias após a contratação, contra o Marília. Seu primeiro gol foi contra o Real Potosí, 3 dias depois. Entretanto, tanto ele quanto a equipe palestrina tiveram muitos altos e baixos durante a temporada. Após uma reformulação na equipe - que chegou a liderar boa parte do Campeonato Brasileiro, mas ficou apenas na 5ª posição - Edmilson foi dispensado devido aos altos salários, juntamente com Vágner Love. Ele disputou 35 jogos pelo verdão, e marcou 4 gols.
Após deixar o Palmeiras, assinou com o Zaragoza por um ano.

### Retorno ao Brasil e aposentadoria
Após 12 jogos pelo Zaragoza, Edmílson acertou sua volta ao Brasil, para atuar pelo Ceará Sporting Clube por um ano. No clube cearense, reencontrou seu ex-companheiro de São Paulo e seleção, Beletti. No fim da temporada de 2011, após o rebaixamento do clube no Campeonato Brasileiro, o atleta foi dispensado.

## Seleção Brasileira
Atuou pela Seleção Brasileira em 42 ocasiões entre 2000 e 2007. Sua estreia na seleção ocorreu em 18 de julho de 2000, na derrota por 2-1 para o Paraguai.
Fez parte do elenco campeão da Copa do Mundo da Coreia e Japão em 2002, disputando seis partidas contra Turquia, Costa Rica, Bélgica, Inglaterra, Turquia (semifinais) e Alemanha. No torneio, Edmílson marcou um gol de bicicleta contra os costa-riquenhos.
O atleta já treinava com a equipe para a disputa da Copa do Mundo FIFA de 2006, mas foi cortado a menos de 15 dias da estreia devido a uma lesão no joelho.

## Projetos após a aposentadoria
Participou como apresentador e avaliador do reality show Menino de Ouro, exibido pelo SBT em 2013.
Tornou-se Vice-presidente e Diretor de Futebol do Grêmio Barueri.
Em 2014, foi comentarista de futebol no programa Arena SBT.
Edmílson comentou as finais da Liga dos Campeões da UEFA e da Liga Europa pelo canal Esporte Interativo.
Atualmente é "Embaixador Mundial das escolas do FC Barcelona", Embaixador da Fundação Barcelona e atleta do FCB Legends, além de presidente do Futebol Clube SKA Brasil.
No final de 2006 Edmílson inaugurou a Fundação Edmílson, em Taquaritinga, sua cidade natal, destinada a ajudar jovens da região.
Em 2025 foi nomeado embaixador temático para a cidade de Paulínia, na área de esportes, pelo prefeito Danilo Barros.

## Títulos

### Clube
São Paulo
- Copa dos Campeões Mundiais: 1996
- Copa Master da Conmebol: 1996
- Campeonato Paulista: 1998 e 2000

Lyon
- Campeonato Francês: 2001–02, 2002–03 e 2003–04
- Supercopa da França: 2002, 2003 e 2004
- Copa da Liga Francesa: 2000–01

Barcelona
- La Liga: 2004–2005 e 2005–2006
- Supercopa da Espanha: 2005
- Liga dos Campeões da UEFA: 2005–2006

### Seleção Brasileira
- Copa do Mundo: 2002